# Gonzalo Capellán
Gonzalo Capellán de Miguel (Haro, 23 gennaio 1972) è un politico e insegnante spagnolo, Presidente di La Rioja dal 2023 ed esponente del Partito Popolare.

## Biografia
È nato nel 1972 a Haro ,comune di La Rioja dove suo padre Patricio Capellán è stato sindaco dal 1987 al 2015. Si è laureato in Filosofia e Lettere (specializzato in Geografia e Storia) presso l'Università della Cantabria nel 1995, e ha svolto dottorato in Storia moderna e contemporanea, che ha completato con successo nel 1999. Ha iniziato a lavorare come professore universitario, prima presso l'Università della Cantabria e poi presso l'Università dei Paesi Baschi. La sua vita professionale si svolge in ambito universitario-accademico.
Ha esercitato diversi ruoli direttivi nel Governo de La Rioja, salvo poi abbandonarli nel 2007 per diventare Vicerettore dell'Università della Cantabria.

### Presidente di La Rioja (2023-)
Nell'ottobre del 2022 il Partito Popolare-La Rioja ha nominato Capellán candidato alle elezioni regionali del 2023. Dal momento che il PP ha vinto le elezioni nella Rioja, totalizzando 17 seggi su 33 al Parlamento di La Rioja, il 28 giugno 2023 Capellán è nominato Presidente di La Rioja e ne assume le funzioni il 30 giugno dello stesso anno.